# 소문산성
소문산성(蘇文山城)은 대전광역시 유성구 신동 속골마을의 북쪽 해발 200m의 산정상부에 있는 산성이다. 1991년 7월 10일 대전광역시의 기념물 제23호로 지정되었다.

## 개요
대전광역시 유성구 신동 속골마을의 북쪽 해발 200m의 산정상부에 있는 산성으로, 성벽의 둘레는 350m이다. 이 산성은 산 정상을 둘러쌓고 있는데, 이러한 형태를 테뫼식 산성이라 한다.
산은 거의 평탄한 지형을 유지하고 있으며 성의 평면은 거의 원형에 가깝다. 테뫼식 산성 중에서는 비교적 작은 규모에 속하는 이 산성은 성벽이 통과하는 지점은 안쪽에 5∼10m의 평탄한 지형이 있고, 성벽 바깥 높이는 5m 내외로 추정된다.
동쪽 벽과 남쪽 벽의 허물어진 곳을 보면 1∼4단의 석축 아래가 순수한 흙으로 되어 있는데, 이것으로 보아 원래의 성벽은 흙으로 쌓은 토축이고 후대에 돌로 쌓은 것임을 알 수 있다.
폭 4m의 남문터와 폭 3m의 동문터가 남아 있으며, 성 안에는 건물터를 찾아보기 어렵고, 다만 동쪽벽 가까운 곳에 지름 3m의 우물터가 한 곳 있다.

## 참고 자료
- 소문산성 - 국가유산청 국가유산포털